# Spelmanstävlingen i Visby 1908
Spelmanstävlingen i Visby 1908, var en spelmanstävling som arrangerades i Visby den 4 och 5 juli 1908.

## Historik
Spelmanstävlingen arrangerades av Musikaliska sällskapet i Visby var Gotlands första spelmanstävling och ägde rum i läroverkets högtidssal. Tävlingen och en folkfest som arrangerades samtidigt samlade omkring 4 000 åhörare. Förstapriset gick till Johan Hesselberg från Martebo.
En av domarna var folkmusikupptecknaren Nils Andersson, som var av en av de drivande krafterna bakom de tidiga 1900-talets växande intresse för svensk folkkultur och spelmansmusik. Han var även domare vid flera andra lokala spelmanstävlingar som arrangerades på olika orter sommaren 1908. Övriga i juryn var bland andra läroverkets rektor Richard Steffen och ytterligare några personer med koppling till gotländskt musikliv. Även  konstnären Anders Zorn, som var en initiativtagare till många av de spelmanstävlingar som arrangerades vid tiden, var närvarande vid tävlingen.

## Pristagare

### Fiol
| Pris       | Namn             | Kommentar | Prissumma |
| ---------- | ---------------- | --------- | --------- |
| Förstapris | Johan Hesselberg |           |           |